# Catlocarpio siamensis
Catlocarpio siamensis és una espècie de peix cipriniforme de la família dels ciprínids.

## Morfologia
- Els mascles poden assolir 300 cm de longitud total[1] i 300 kg de pes.[2]

## Alimentació
Menja algues, fitoplàncton, fruits de plantes terrestres i detritus

## Hàbitat
És un peix d'aigua dolça i de clima tropical.

## Distribució geogràfica
Es troba a Àsia: conques dels rius Maeklong, Mekong i Chao Phraya.

## Estat de conservació
Es troba amenaçat d'extinció a causa de la pèrdua del seu hàbitat natural i la sobrepesca.